# Union athlétique Gujan-Mestras
Maillots
Actualités
L'Union athlétique Gujan-Mestras est un club français de rugby à XV fondé en 1908 et basé à Gujan-Mestras.
Le club évolue en Fédérale 1 pour la saison 2025-2026.

## Historique

### Montée en première division
Le club est vice-champion de France de deuxième division lors de la saison 1930-1931 et monte en première division pour la saison 1931-1932.
Il y reste jusqu'en 1948.
Gujan-Mestras fait partie des 32 meilleurs clubs français en 1947.
L'année suivante, il termine dernier de sa poule malgré une victoire sur le Racing club de France et descend en deuxième division.

### Retour en deuxième division
L'année suivante, il laisse passer une dernière chance de se maintenir en première division via une poule de barrage où il termine derrière le FC Grenoble et l'entente toulousaine.
Après une saison décevante en deuxième division en 1950, le club a une nouvelle occasion de rejoindre l'élite l'année suivante mais termine dernier de son groupe derrière le Paris UC, Mauléon et Marmande.
Le club descend ensuite en troisième division au milieu des années 1950.
Champion de France de troisième division en 1957, le club remonte en deuxième division en 1958.
L'année suivante en 1959, il atteint les seizièmes de finale de son Championnat, éliminé par le Stade nantais.
En 1960, il atteint de nouveau les seizièmes de finale, battu cette fois ci par l'US Bergerac.
Le club girondin se qualifie encore en 1962 avant de connaître des saisons plus ordinaires jusqu'à la fin des années 1960, assurant toutefois son maintien en deuxième division.
Le club redescend en troisième division à l'issue de la saison 1970-1971.
Huitième de finaliste du championnat de France de troisième division en 1972, le club retrouve la troisième division la saison suivante et se qualifie même pour un nouveau seizième de finale pour son retour à ce niveau.

## Palmarès
- Championnat de France de 2e division :
  - Vice-champion (1) : 1931
- Championnat de France de 3e division :
  - Champion (1) : 1957

## Personnalités du club

### Joueurs célèbres
- Patrice Lagisquet